# 엑스포역 (싱가포르)

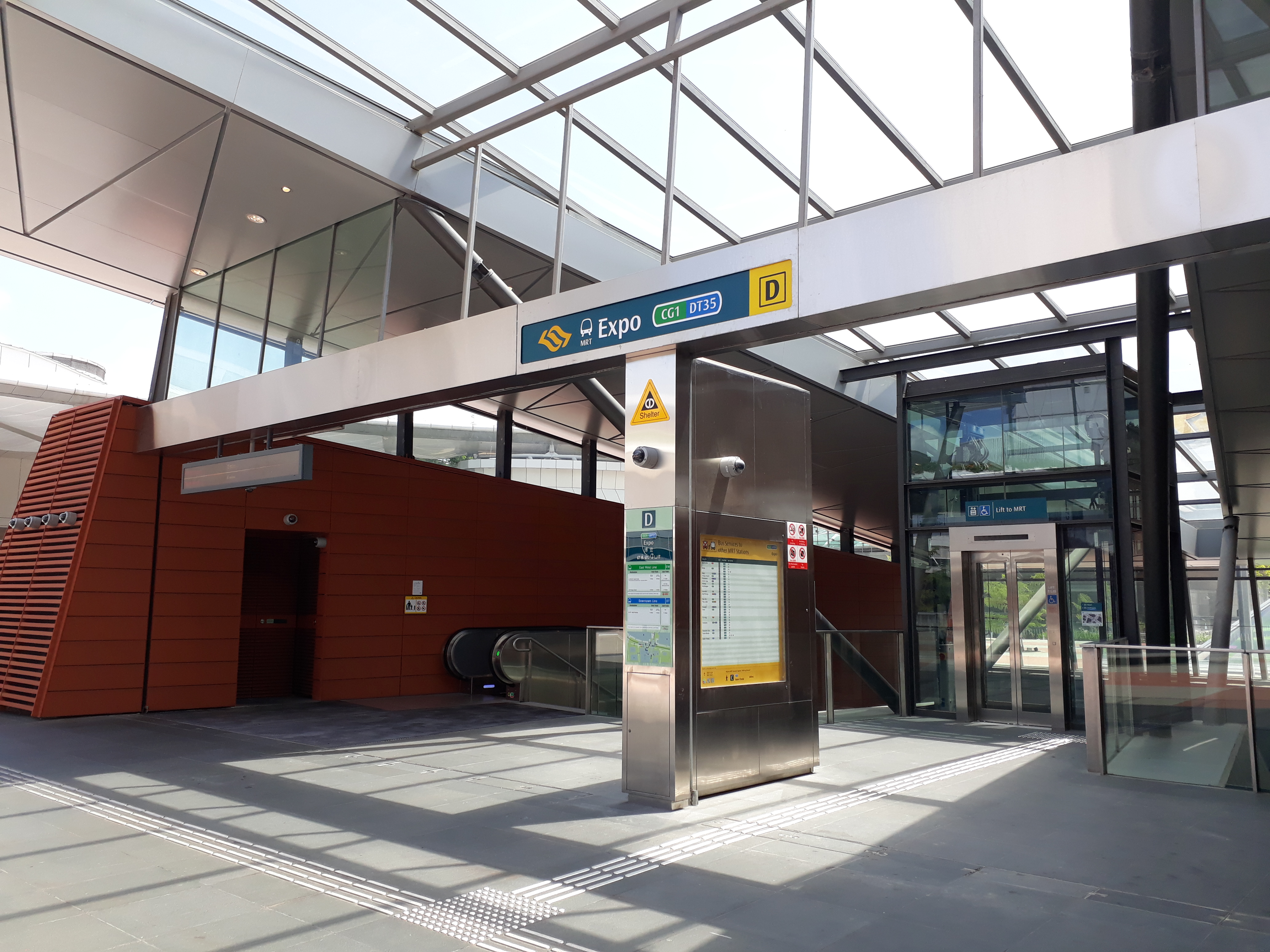

엑스포역(Expo MRT station)은 싱가포르 탐피네스(Tampines) 계획 지역에 있는 이스트웨스트선(EWL)과 다운타운선(DTL)에 있는 MRT(Mass Rapid Transit) 환승역이다. 이 역은 창이 시티 포인트(Changi City Point)와 싱가포르 엑스포(Singapore Expo) 사이에 위치하며 엑스포 드라이브(Expo Drive) 교차점의 창이 사우스 애비뉴 1(Changi South Avenue 1)을 따라 위치해 있다.
이 역은 타나메라(Tanah Merah)에서 창이공항(Changi Airport)역까지 이어지는 2개 역 지선의 일부이다. EWL과 창이 공항을 연결하려는 계획은 1996년에 확정되었고 1999년에 건설이 시작되었다. 이 역은 창이 공항역보다 1년 빠른 2001년 1월 10일에 개통되었다. 나중에 2017년 해당 노선의 3단계가 완료되면서 DTL의 종착역이 되었다. 2019년 5월 25일, 이 역이 톰슨-이스트 코스트선(TEL)에 2040년까지 공항 제5터미널로 통합될 것이라고 발표되었다.